# (564) Dudu
(564) Dudu ist ein Asteroid des Hauptgürtels, der am 9. Mai 1905 vom deutschen Astronomen Paul Götz in Heidelberg entdeckt wurde.
Der Asteroid wurde nach einer Figur aus Also sprach Zarathustra von Friedrich Nietzsche benannt.